# Hr. Ms. De Zeven Provinciën (1909)
Hr. Ms. De Zeven Provinciën byla poslední postavená a zároveň nejsilněji vyzbrojená pobřežní bitevní loď nizozemského královského námořnictva. Ve službě byla v letech 1910–1940. Její hlavní operační oblastí byla Nizozemská východní Indie. Roku 1936 byla přejmenována na Soerabaja. Za druhé světové války byla potopena japonským letectvem.

## Stavba

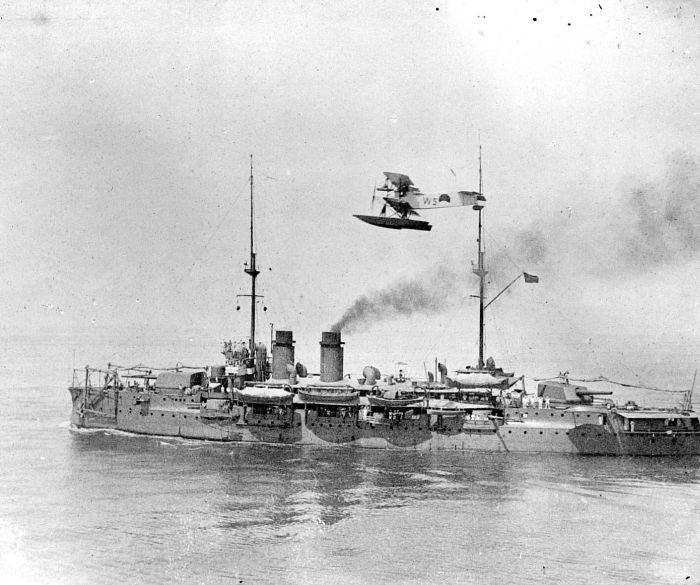
De Zeven Provinciën

Plavidlo postavila nizozemská loděnice Rijkswerf v Amsterdamu. Kýl byl založen 7. února 1908, na vodu byla spuštěna 15. března 1909 a do služby uvedena 6. října 1910.

## Konstrukce
Konstrukce byla zdokonalením předcházejícího plavidla Jacob Van Heemskerck. Výzbroj tvořily dva 283mm kanóny v jednodělových věžích, které měly dostřel 16 km. Doplňovaly je čtyři 150mm kanóny, deset 75mm kanónů, dva 37mm kanóny a dva 7,9mm kulomety. Pohonný systém tvořilo osm kotlů Yarrow a dva parní stroje s trojnásobnou expanzí o výkonu 8000 hp, pohánějící dva lodní šrouby. Nejvyšší rychlost dosahovala 16 uzlů. Dosah byl 5100 námořních mil při rychlosti 8 uzlů.

### Modifikace

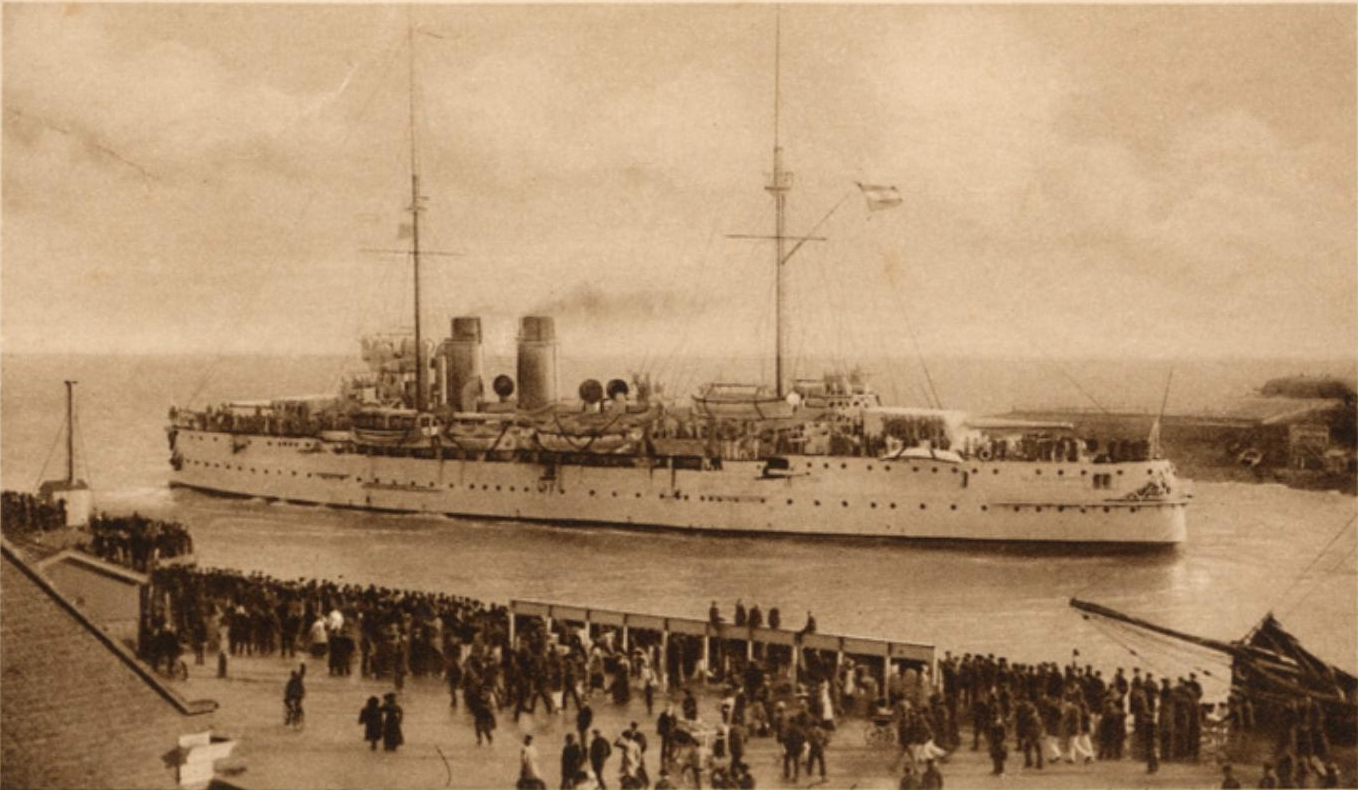
De Zeven Provinciën

Roku 1936 byla dokončena adaptace na cvičnou loď. Demontováno 5 kotlů a ostatní upraveny na spalování topného oleje. Odstraněn byl také jeden ze dvou komínů. Upravováno bylo rovněž složení výzbroje.

## Služba
Od roku 1921 loď sloužila v Nizozemské východní Indii. Roku 1933 byla převedena do rezervy a po přestavbě od roku 1936 sloužila jako cvičná loď Soerabaja. Za druhé světové války sloužila jako plovoucí baterie v Surabaji. Dne 18. února 1942 tam byla potopena japonským letectvem. Japonci byla vyzvednuta a později opět potopena spojeneckými silami.